# Y十M 〜柳生忍法帖〜
『Y十M 〜柳生忍法帖〜』（ワイじゅうエム やぎゅうにんぽうちょう）は、原作：山田風太郎（『柳生忍法帖』）、作画：せがわまさきによる日本の時代劇漫画作品。2005年から2008年にかけて『週刊ヤングマガジン』（講談社）に掲載された。コミックスは全11巻、全100話。
「因果応報」をテーマにした、江戸時代初期を舞台に繰り広げられる壮大な復讐劇である。会津騒動に題材をとっている。前半は鎌倉東慶寺と江戸、後半は会津藩若松城が舞台となっている。
タイトルの「Y十M」とは主人公である柳生十兵衛三厳から（Y＝柳生、十＝十兵衛、M＝三厳）。
基本的には原作通りのストーリーだが、細部に変更点がみられる。いくつかのシーンにおいて、堀一族の女七人の役割の入れ替えが行われており、対戦カードや討ち取った相手などが変更されている。原作では会津雪地獄には美少年と美女が囚われているとされていたが、本作においては美女のみである。

## 主な登場人物
柳生十兵衛三厳（やぎゅう じゅうべえみつよし）
徳川将軍家剣術指南役であったが、その奔放な気質よって任を解かれ、父の柳生宗矩からも勘当されて回国修行中の身。ノホホンとした性格だが、屍山血河に身を投げることをいとわぬ行動力と勇気を持つ。 沢庵和尚の紹介で、堀一族の女7人に対し会津七本槍を討つための戦い方の指南と訓練を行うことになる。七本槍と互角以上に闘う実力はあるが、誓約上彼女たちの指南と助太刀に廻ることに徹している。今ひとつ女心に疎い部分があり、剣難には強いが女難に弱い。「んふ」という不敵な笑い方が特徴。加藤家側に正体を悟られないために、活動時は般若の面を被ることから「般若面」と呼ばれる。会津入りしてからは正体が発覚するまで自ら「般若侠」と名乗っていた。

### 堀一族の女七人
自分たちの手だけで七本槍を討つと誓っている。皆が武家の子女であるが、特に武術に秀でている訳ではない。会津藩内で噂にのぼったほどの美女揃い。当初はのほほんとした態度の十兵衛に不信感を抱いていたが、その実力と人柄を知るにつれて彼を慕うようになっていく。
お千絵（おちえ）
堀主水の娘。19歳。7人のリーダー格。その美貌ゆえ加藤明成が妾にしようと堀主水に持ちかけ、主水が明成を狒々になぞらえて手ひどく突っぱねたため、君臣間の亀裂が大きくなったという経緯がある。
お笛（おふえ）
お千絵の端女。18歳。天真爛漫で怖いもの知らず。その無鉄砲さをお千絵や十兵衛にたしなめられることも。彼女だけは東慶寺で剃髪したため当初は坊主頭だったが、物語が進むにつれて髪が長くなっていく。原作では度々知恵の遅れた所があると書かれているが、漫画版では特にそのような描写は無く、天真爛漫さが強調されている。
お鳥（おとり）
堀家家臣・板倉不伝の娘。20歳。ふくよかな肢体とコケットリーを持つ。
お圭（おけい）
堀家家臣、稲葉十三郎の妻。25歳。凛とした雰囲気がある。
さくら
堀主水の弟・真鍋小兵衛の娘。17歳。中性的な容姿と勇敢な性格を持つ。
お品（おしな）
堀家家臣、金丸半作の妻。27歳。艶かしい色香があり、泣き黒子が特徴。
お沙和（おさわ）
堀主水の弟・多賀井又八郎の妻。30歳。仕立物が得意で、淑やかな優しい性格。

### 支援者たち
天樹院（てんじゅいん）
徳川家光の姉であり、豊臣秀頼の正室であった千姫。東慶寺の天秀尼の義母にあたり後見人でもある。徳川家が滅ぼした豊臣家の家紋を今もって使用する剛胆な性格。彼女が弟である将軍家光に直訴すれば、明成は処断されると思われるが、彼女は「女の寺の秩序は女の手で守るべきだ」と考え、堀の女7人の復讐に手を貸すことにした。
沢庵宗彭（たくあん そうほう）
万松山東海寺住職。天樹院の依頼で十兵衛を女達に紹介した。柳生家とは十兵衛の父・宗矩の代から懇意にしている。徳高く名声もあり、将軍家にも顔が利く。江戸では堀の女たちに潜伏場所を提供し、彼女たちの会津行には弟子僧の竜王坊、十乗坊、心華坊、嘯竹坊、多聞坊、雲林坊、薬師坊らとともに同行する。南光坊天海に対しては過去の経緯から心から尊敬と恩情を抱いている。
おとね
古河宿本陣・紙屋五郎右衛門の娘。その美貌ゆえ会津に帰国途中の明成の毒牙にかかってしまう。沢庵一行が救出し、その後は彼ら（主に沢庵）に同行する。

### 会津加藤家
加藤明成（かとう あきなり）
加藤嘉明の子で会津藩40万石・加藤氏の2代目。人望皆無で父の代から仕える老臣を疎んじ、会津土着の芦名衆の力を背景に暴虐の限りを尽くすようになった。伊達政宗の揶揄に対して一歩も退かぬ大胆さもあるが、暗愚で人の命を何とも思わない非道の大名である。因みに原作では息子の加藤明友は全く登場しないが、漫画版では名前やイメージで登場。容姿こそ父と良く似ているが、極めて不仲である様子が描写されている。

#### 芦名衆
伊達政宗の侵攻以前に会津を治めていた芦名氏の流れを汲む者達。会津藩において、伊予松山藩から加藤嘉明に従ってきた堀一族をはじめとする譜代の家臣は皆が2代目である明成に批判的であった一方で、伊達政宗に敗れて没落していた立場から取り立てられた芦名衆は、むしろ恩顧の念を抱いている。彼らは銅伯の指揮の下に鉄の結束力と高い戦闘力を持ち、十兵衛一行を阻む手強い敵として立ちふさがる。
芦名銅伯（あしな どうはく）
芦名衆の頭目にして七本槍の師。107歳。かつて明成の危機を救い、それをきっかけにして彼にとりいった謎の人物。見た目は天海に瓜二つである。一見すると小柄な老人にしか見えないが、実際は化け物揃いの会津七本槍の面々をも凌ぐ非常に高い戦闘力を持ち、どんな攻撃も通用しないので不死身ではないかとまで噂されている。不死身の実態は長く生きた年月をたゆまぬ鍛錬に費やし続けて会得した絶技によるもので、これによって如何なる体勢からでもあらゆる攻撃を受け流し無効化してしまうことが出来る。
おゆら
明成の御国御前（領地における妻）。27歳。芦名銅伯の娘であり、妖艶な美女である。父と共に明成の悪業を助け、エスカレートさせている姦婦。
明成の子を身籠っているが明成に対しての愛情はないどころか、他者に対する共感もない。だが皮肉にも、初めて惚れた相手は敵である十兵衛で、最後は十兵衛を庇って死ぬ。

#### 会津七本槍
堀一族の女たちが父や夫の仇として復讐を誓う者たち。芦名銅伯が率いる「芦名衆」の中でも幹部のような位置にいる。全員がさまざまな武芸を極めているが、人間としての情をほとんど持たず、明成から与えられた女たちを「花地獄」と呼ばれる部屋でいたぶり、会津では領民を苦しめる尖兵になるなど、残虐非道な行いを繰り返している。ちなみに会津七本槍の呼称は明成の父・嘉明の勇名賤ヶ岳七本槍から採ったものであり、実際に槍を武器にしているのは孫兵衛のみである。
大道寺鉄斎（だいどうじ てっさい）
長大な鎖鎌を扱う老人。女衒まがいの役目を負うことが多く、堀主水にもそのことを痛罵された。
平賀孫兵衛（ひらが まごべえ）
会津七本槍唯一の槍使いで、長槍を扱う。数人の人間や馬を貫いた槍をそのまま片手で振るうなど、かなりの怪力。
具足丈之進（ぐそく じょうのしん）
大の武者を容易く屠る膂力を持った3匹の大きな秋田犬天丸・地丸・風丸（黒、灰色、白）を操る獣使い。犬を使うが、本人は猿にそっくりと揶揄される風貌である。犬との連携が本領のため単体での実力はあまり高くなく、そのせいか小心者で、仲間の他の七本槍からも軽んじられている。
鷲ノ巣廉助（わしのす れんすけ）
強力無双の怪力と、矢をも跳ね返す鋼の肉体（ただし刀は通用する）を持つ巨体の拳法使い。東慶寺の分厚い門を素手でぶち抜く程の腕力を持つ。性格は猪突猛進型。
司馬一眼坊（しば いちがんぼう）
鞭を自在に操り、飛来する矢を叩き落とし、人間を胴斬りにするほどの腕前の禿頭の巨漢。名前の通り隻眼である。七本槍中では比較的常識のある知性派で、過激な言動に傾きがちな明成や銀四郎をたしなめたり、計画立案を行ったりしている。
香炉銀四郎（こうろ ぎんしろう）
兄・銀三郎が悶死した跡を継いで七本槍となった最年少のメンバー。女の毛を編み特殊な油を塗った「霞網」という怪しげな武器を使う。前髪に振袖の小姓姿が似合う美少年だが、顔面中央に無惨な刀痕が走っている（原作では苛烈な忍法修行により生じたとされている）。七本槍中最も過激な性格で、明成や天樹院に対しても大胆な口を利き、周囲からたしなめられることがある。さくらに片恋慕していたような発言をしている（原作では実際に「ちと惚れておった」と口にしている）。
漆戸虹七郎（うるしど こうしちろう）
隻腕の剣鬼。十兵衛とは互角の実力であると認め合っている。人を斬る前には花一枝を切り落とし、口にくわえるという“儀式”を行い、酩酊状態となって剣を振るう。

### その他の人物
徳川家光（とくがわ いえみつ）
第3代徳川将軍、天樹院の弟にあたる。不幸続きの姉のことを労わっている。堀主水の一件には心を痛めているが、明成を処断することは主水の主君への反抗を幕府が肯定することになるため、処分を下せずにいる。
南光坊天海（なんこうぼう てんかい）
寛永寺第一世にあたり、徳川家康の代から将軍家の相談役である。年齢は107歳であるとも言われる伝説的な人物。芦名銅伯と瓜二つの外見である。前作『バジリスク 〜甲賀忍法帖〜』に続いての登場で、容姿も同一だが、前作で甲賀と伊賀の争忍合戦を笑みを浮かべながら提案した醜悪な人物像と異なり、本作では高潔な人物として描写されている。
松平信綱（まつだいら のぶつな）
幕府老中。官職名（伊豆守）から「智恵伊豆」と称される切れ者。堀一門の惨劇については静観の構えである。しかし柳生宗矩とこの一件を話題にし、さらに晒し者にされた明成に嫌味を言うなど不快の念を覚えている描写がなされている（原作において明成が晒し者にされた際に嫌味を言ったのは彼ではなく伊達政宗であったが、史実では既に故人であったために本作で修正された）。
柳生宗矩（やぎゅう むねのり）
十兵衛の父。元将軍家剣術師範であり、大目付という高官でもあった。1万2千石の大名にまでなり、異例の出世を果たした剣客で、家光に諫言できる立場にある。厳格な彼と十兵衛はそりが合わないようである。会津での決着時に付き従って登場したその側近衆も、十兵衛が自らより力量が上と認める剣客である。前作『バジリスク 〜甲賀忍法帖〜』に続いての登場。

## 書誌情報
- せがわまさき『Y十M 〜柳生忍法帖〜』 講談社〈ヤンマガKCスペシャル〉、全11巻
  1. 2005年11月4日発売 ISBN 4-06-361389-5[2]
  2. 2005年11月4日発売 ISBN 4-06-361390-9
  3. 2006年3月6日発売 ISBN 4-06-361426-3
  4. 2006年8月4日発売 ISBN 4-06-361466-2
  5. 2006年10月6日発売 ISBN 4-06-361482-4
  6. 2007年2月6日発売 ISBN 978-4-06-361526-5
  7. 2007年6月6日発売 ISBN 978-4-06-361562-3
  8. 2007年9月6日発売 ISBN 978-4-06-361591-3
  9. 2008年1月4日発売 ISBN 978-4-06-361635-4
  10. 2008年4月4日発売 ISBN 978-4-06-361657-6
  11. 2008年8月6日発売 ISBN 978-4-06-361689-7